# Culicoides jamesi
Culicoides jamesi är en tvåvingeart som beskrevs av Fox 1946. Culicoides jamesi ingår i släktet Culicoides och familjen svidknott. Inga underarter finns listade i Catalogue of Life.